# 塞波加公国
塞波加公国（義大利語：Principato di Seborga）是一個位於意大利西北部利古利亞的小城鎮塞波加的自称的亲王國。國家元首是“塞波加亲王/女亲王”。塞波加鄰近法国，距摩納哥约35km。1963年27歲的嬉皮青年乔治·卡博内在查阅村裡老神父寫的村史后，發現村子起源於954年，在1079年－1729年之間曾是神聖羅馬帝國下屬的亲王國。眾村民决定「復興亲王國」。
2009年，亲王喬治一世駕崩後，親王職位變成每7年舉行選舉一次。

## 背景
上述事實，並不意味塞波加是實在的親王國。民間風俗和意大利無異。意大利共和國視其為領土內的村莊（不同於同樣領土被包圍在半島的聖馬力諾或梵蒂岡）。早在神聖羅馬帝國時代，塞波加就是它的附庸國。天主教熙篤會在1118年治理國家。
12世紀得到教宗聖伯爾納鐸支援直到1729年1月20日，在此期间塞波加是個獨立親王國，此時親王國是隸屬於薩伏依王朝的一個小親王國，即維托里奧·阿梅迪奧二世與薩丁尼亞親王。1815年，拿破崙戰爭和維也納會議後，這裏的领土被重新分割。奧地利獲得義大利北部的倫巴第-威尼斯王國，許多其它義大利中北部的地区也成為哈布斯堡的領地。教宗的教宗國得到恢復。撒丁-皮埃蒙特王国在義大利半島上的領地被恢復，此外還獲得熱那亞共和國。1861年意大利王國統一，但在统一后塞波加并未列在意大利薩伏伊王朝的資產清單上，因此1963年卡波恩宣稱：「它（塞波加）從来就不是現代意大利的一部分！」卡波恩提出這个驚人觀點後，立即得到塞波加村民一致擁護。眾村民决定“復興親王國”，並選舉他成為“塞波加公國”親王——喬治一世親王。他在60年代在任的時候，就創立花卉合作社，幫助花農的生計的措施。
不過，塞波加親王國和意大利政府間並無緊張氣氛（尽管该地区執行自己的法律、公共衛生、電訊、教育以及其他公共服務），它在意大利只是個鎮。塞波加缴纳稅收，並享有在本地和國家（意大利）的行政权與投票權。例如2001年意大利參議院選舉，參議院投票人數高達84.21%。

## 事件
1995年4月23日，在一个非正式的公民投票中（關於永遠承認屬於意大利和接受在意大利之下不合法的意大利法律），塞波加人民投票304人贊成，4人反對。為求獨立於意大利的憲法和通則大表贊成。1995年該國還通過《憲法》，“選舉”國王喬治一世為“終身亲王”，該國還另設一個24人議會，並组有8個部長的内閣，因此產生餐館老闆兼任外交部長、而雜貨店老闆娘任经济部长的狀況。
2006年6月，自稱為神聖羅馬帝國霍亨斯陶芬王朝的腓特烈二世後人的女王霍亨斯憑陶芬安茹金雀花寫信給意大利總理，表示願意把親王國的主權交回意大利，但喬治一世表示Yasmine並非親王國的合法繼承人，所以她的意願對親王國無效。

## 經濟，民間風俗和觀光事業

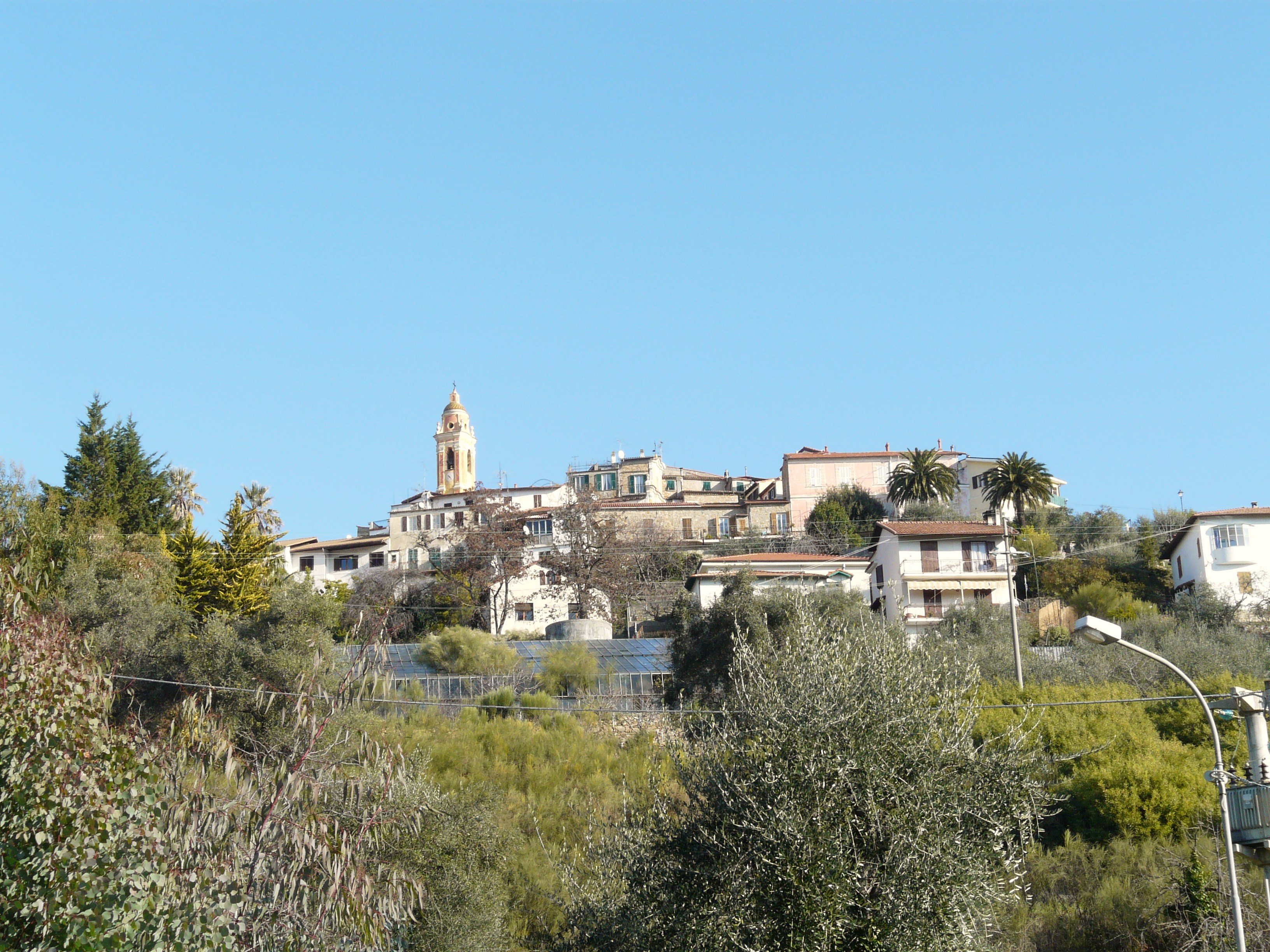
塞波加。

隨著觀光旅遊業的消費逐渐活跃，亲王國歷史悠久的市中心再度復甦，保護守衛由商業的在這裏之上發展。塞波加甚至還有自己的軍隊。據悉該國入口處有個醒目標誌寫有“塞波加亲王國”，並设有出境入境的“海關”。而守衛該國海關和邊境的“國家軍隊”.
塞波加亲王國的當地貨幣是「luigino」，于1994年到1996年期间印刷。國際銀行承認「luigino」的存在，但其並不具法律效力。1「luigino」相當於6美元，可在該村商店和酒吧中使用。
「luigino」是適用於城市以內（歐元以及以前的意大利里拉和法國法郎也是同樣合法的流通貨幣）；意大利政府率先表示不歡迎。儘管國内一夜間突然又“冒”出一個“國家”，但是意大利政府并不把他們當回事，只當成他們在搞一場鬧劇。但所有塞波加亲王国的公民都非常有“愛國意識”，他們對外稱自己是“塞波加人”。據悉塞波加亲王國如今擁有362名人口，並有自己的憲法、國旗、護照、郵票和貨幣。
郵票只有集郵價值，多年來塞波加只在意大利設立唯一的郵政中心。遊客中心一般在護照上签发旅遊簽證，但在國際上是无效的。

## 塞波加君主
| 頭銜       | 原名            | 就任           | 卸任           |
| ---------- | --------------- | -------------- | -------------- |
| 喬治一世   | 乔治·卡博内     | 1963年5月14日  | 2009年11月25日 |
| 马塞洛一世 | 马塞洛·梅内加托 | 2010年4月25日  | 2019年11月10日 |
| 妮娜       | 妮娜·梅内加托   | 2019年11月10日 | 現任           |